# Сергуяз
Сергуяз (баш. Сергуяз) — деревня в Благовещенском районе Башкортостана, относится к Новонадеждинскому сельсовету.

## История
Официально образована в 2006 году (Закон Республики Башкортостан от 21.06.2006 № 329-З «в нО внесении изменений в административно-территориальное устройство Республики Башкортостан в связи с образованием, объединением, упразднением и изменением статуса населенных пунктов, переносом административных центров», ст. 1).
Сургоязовский (Петропавловский) починок
Был образован в 1895 году переселенцами из Вятской и Уфимской губерний. Починок находился на реке Малый Изяк, примерно в 20 верстах от волостного правления. В 1895 году насчитывался 31 двор и 233 человека. Среди крестьян починка были Тихоновы, Лаврентьевы, Микулины, Макаровы, Филатенковы, Ковязин, Пугины, Софроновы, Лукьяновы и другие. В 1911 году открылась земская одноклассная школа. Сельское общество к 1912 году образовано не было.
К 1917 году в школе учительствовала Е.Д. Мамаева. Насчитывалось 48 домохозяйств и 316 человек, включая пять семей посторонних. 
В 1918 - 1923 гг. починок входил в Волковскую волость. 1930-1954 гг. поселок Сургуяз входил в состав Трошкинского сельсовета. Во время коллективизации поселок вошел в колхоз имени Степана Разина, в середине XX века - в колхоз имени Свердлова, в 1957 в состав "Степановский". Был возрожден в начале XXI века как поселок Сергуяз Новонадеждинского сельсовета.

## Население
| 2002 | 2009 | 2010 |
| ---- | ---- | ---- |
| 0    | →0   | ↗1   |

Динамика населения: в 1939 году в Сургуязе насчитывалось 314 человек, в 1959 году - 130, в 1969 - 31. В 1970-е годы населенный пункт прекращает свое существование, однако перепись 2010 года учла  одного жителя.